# Abini (granman)
Abini, sinds zijn doop Johannes Abini (? – 1767), was een Surinaams marronleider. Hij was granman van de Saramaccaners en onderhandelde en sloot het vredesverdrag van 1762 met het gouvernement. Hij is de eerste marron die zich bekeerde tot het christendom.

## Biografie
Jaja Dandé, een medium van de god Wamba met veel politieke invloed, was de moeder of levenspartner van Abini. 
Saramaccaans leider Ayako was in 1750 tegenstander van vrede met het gouvernement. Ondanks dat zijn zoon Dabi hem opvolgde in 1758, was het Abini die de onderhandelingen met het gouvernement voerde en in 1762 vredesloot. Het gouvernement erkende Abini hiervoor door hem officieel te benoemen tot granman van alle Saramaccaners, en daarmee de belangrijkste contactpersoon van zijn volk bij het gouvernement. Dabi was toen nog in leven. Abini liet het gouvernement toen weten geen snuisterijen te accepteren, zoals de Aukaners twee jaar eerder bij het vredesverdrag van 1760 hadden ontvangen. Te leveren goederen waren niettemin erg belangrijk omdat na de ondertekening niet meer op de plantages gestolen mocht worden.
Volgens Jaja Dandé hoorde bij de vrede de verantwoordelijkheid om vertrouwen te schenken aan de voormalige vijand. Zij haalde Abini en andere tegenstanders over om zendelingen van de Evangelische Broedergemeente (EBGS) toe te laten tot hun gebied. Abini zorgde voor een hartelijk welkom voor drie zendelingen en gaf ze toestemming om zich te vestigen in een van zijn dorpen. Christian Schumann (1749-1794) kwam als eerste naar het gebied. Hij zorgde voor een woordenboek Saramaccaans en vertaalde de Bijbel. Abini kreeg de voornaam Johannes bij zijn doop door Christoph Kersten en was hiermee de eerste marron die zich tot het christendom bekeerde.
Toen hij net granman was en een kamp had opgeslagen, werd hem door een delegatie van het gouvernement gevraagd wat hij daar deed. Hij antwoordde "mi nango a mi afo baka" (ik ga terug naar mijn voorouders). Afo baka leeft sindsdien voort in de naam Afobaka voor dat gebied.
Musinga, het opperhoofd van de Matawai, behoorde tot de medeondertekenaars in 1762, waardoor vrede ook voor zijn volk gold. Vanwege problemen met de doorvaart naar Paramaribo verbraken ze het contract in 1766 en hervatten de strijd tegen het gouvernement. Toen zij 150 slaafgemaakten bevrijdden, hield Abini zich aan zijn contractuele verplichting om het gouvernement te ondersteunen. Hij sneuvelde in 1767 tijdens de strijd tegen de Matawai.
Trio/Wayana (lijst) · 
Aluku (lijst) · 
Aukaners (lijst) · 
Kwinti (lijst) · 
Matawai (lijst) · 
Paramaccaners (lijst) · 
Saramaccaners (lijst)
politiek in Suriname · granman · kapitein · basja